# Силва, Томаш
Томаш Кошта Силва (порт. Tomás Costa Silva; род. 15 октября 1999, Виана-ду-Каштелу) — португальский футболист, защитник.

## Клубная карьера
Силва — воспитанник лиссабонского клуба «Спортинг». 19 мая 2021 года в матче против «Маритиму» Томаш дебютировал в португальской Примейре. Выступал за дубль.
В 2021 году, Силва стал игроком клуба «Визела», подписав трёхлетний контракт. 6 августа в поединке против «Спортинга» Томаш дебютировал за новый клуб, выйдя на замену вместо Алексиса Мендеса. В январе 2022 года Томаш был арендован клубом «Варзин». 30 января в матче против «Риу Аве» он дебютировал во второй лиге Португалии.

## Достижения
«Спортинг» Лиссабон
- Чемпион Португалии: 2020/21